# Eppenreuth (Püchersreuth)
Eppenreuth ist ein Ortsteil von Püchersreuth im Landkreis Neustadt an der Waldnaab des bayerischen Regierungsbezirks Oberpfalz.

## Geographische Lage
Der Weiler Eppenreuth liegt an der Bundesstraße 15. Nördlich von Eppenreuth entspringt der Kotzenbach. Eppenreuth liegt 4 km nordwestlich von Püchersreuth, 5,5 km nördlich von Neustadt an der Waldnaab und 3,6 km südöstlich von Windischeschenbach.

## Geschichte
Im Privileg König Sigmunds aus dem Jahr 1434 wird Eppenreuth erstmals schriftlich erwähnt.
Im 15. Jahrhundert gehörte Eppenreuth zur Burgpflege Schönficht, die später dem Gericht Beidl einverleibt wurde.
1560 wurde Eppenreuth mit 2 Mannschaften, 2 Untertanen und einem Herberger aufgeführt.
Es gehörte zu dieser Zeit zum Gericht Beidl.
Kurfürst Ottheinrich führte 1542 per Erlass die protestantische Konfession in seinem Fürstentum ein. In den Jahren 1548 bis 1571 ging die Herrschaft des Klosters Waldsassen nach und nach in die kurpfälzische Landeshoheit über. Im Rahmen der von Ottheinrich 1558 durchgeführten Neuordnung des Kirchenwesens in der gesamten Oberen Pfalz wurde Wurz Pfarrei in der Superintendentur Tirschenreuth.
Die Pfarrei Wurz umfasste die Ortschaften Kotzenbach, Pfaffenreuth, Mitteldorf, Rotzendorf, Walpersreuth, Eppenreuth, Kahhof, Lamplmühle, Ernsthof, Stinkenbühl, Rotzenmühle, Wurmsgefäll, Geißenreuth. Ihr Pfarrer war Michael Schiffendecker aus Runneburg bei Zwickau.
Das Ämterverzeichnis von 1622 erwähnte Eppenreuth mit 5 Mannschaften.
Im Steuerbuch von 1630 erschien Eppenreuth mit 5 Anwesen.
Bei der Gegenreformation wurde Wurz wieder katholisch, die kirchliche Einteilung Ottheinrichs wurde aufgehoben und der Zustand von vor der Reformation wieder hergestellt. Der Stift Waldsassen wurde 1669 an die Zisterzienser zurückgegeben.
Die Pfarrei Wurz gehörte nun zum Dekanat Nabburg.
1669 hatte Eppenreuth ein Beimautamt, welches zum kurfürstlichen Hauptmautamt Waldsassen gehörte. 1792 gab es in Eppenreuth 5 Untertanen.
Seit 1808 war Eppenreuth Gemeinde und Steuerdistrikt mit den Ortschaften Eppenreuth, Baumgarten (erste Nennung 1961), Mitteldorf, Rotzendorf, Rotzenmühle, Stinkenbühl, Walpersreuth. Eppenreuth gehörte zunächst zum Landgericht Tirschenreuth und wurde 1857 in das Landgericht Neustadt an der Waldnaab umgegliedert. 1978 wurde die Gemeinde Eppenreuth mit ihren Ortsteilen in die Gemeinde Püchersreuth eingegliedert.

## Einwohnerentwicklung in Eppenreuth ab 1824
| Jahr | Einwohner | Gebäude |
| ---- | --------- | ------- |
| 1824 | 44        | 7       |
| 1838 | 43        | 7       |
| 1871 | 41        | 25      |
| 1885 | 41        | 6       |
| 1900 | 37        | 5       |
| 1913 | 48        | 8       |

| Jahr | Einwohner | Gebäude |
| ---- | --------- | ------- |
| 1925 | 42        | 7       |
| 1950 | 53        | 7       |
| 1961 | 35        | 7       |
| 1970 | 29        | k. A.   |
| 1987 | 30        | 7       |
| 2011 | 25        | k. A.   |